# ゲオルギー・カトゥアール
ゲオルギー・リヴォヴィチ・カトゥアール（露語：Георгий Львович Катуар, Georgy L'vovich Katuar）またはジョルジュ・カトワール（仏語：Georges Catoire, 1861年4月27日 モスクワ - 1926年5月21日 同地）はフランス系ロシア人のピアニスト・作曲家。モスクワ大学で数学を専攻し、1884年に際立った名誉を得て卒業。その後まもなく家業に携わったが、けっきょく音楽家に転じた。
ベルリンでワグネリアンのピアニスト、カール・クリントヴォルトに師事し、自らもリヒャルト・ワーグナーへの傾倒を深めて1879年にワーグナー協会の会員に加わった。当時はロシア人音楽家にワーグナー嫌いの傾向が見られたため、ワーグナーへの忠誠をきっぱりと誓ったカトゥアールは、いきおい低い評価に甘んぜざるを得なかった。例えばリムスキー＝コルサコフ一派は、カトゥアールの作品をほとんど一顧だにしなかった。
カトゥアールのピアノ・ソナタや性格的小品集、いくつかの編曲は、クリントヴォルトの薫陶の賜物である。最も有名なピアノ用のトランスクリプションは、ピョートル・チャイコフスキーの《管弦楽組曲第1番》から「序奏とフーガ」の編曲であり、これはチャイコフスキー自身のお墨付きを得て、ユルゲンソン社から出版された。
カトゥアールはクリントヴォルトの門人ヴィルボルクにも学んだものの、その指導に満足できずに、1885年後半にベルリンのクリントヴォルトに再び師事した。1886年の間モスクワに何度か小旅行に行き、この間にチャイコフスキーの面識を得ている。チャイコフスキーはカトゥアールのピアノのための変奏曲集に非常に打たれ、この青年作曲家に「作曲に専念しないと大罪になるよ」と語ったという。楽譜出版社ユルゲンソンを紹介されたのも、この頃のことだった。カトゥアールは1886年になってもクリントヴォルトにピアノを師事し続けたが、同時にオットー・ティルシュに楽理と作曲を師事。ティルシュの指導法が不満で、フィリップ・ルーファーに鞍替えする。ルーファーの指導は短期間に終わったが、その成果は《弦楽四重奏曲》に見ることができる。
1887年にモスクワに帰郷。クリントヴォルトの推薦を得たにもかかわらず、演奏会ピアニストとしてデビューすることは断わった。チャイコフスキーに再会し、グーベルトやセルゲイ・タネーエフにもベルリン時代の弦楽四重奏曲を見てもらう。3人とも、これは面白い作品だが、テクスチュアに難ありだと述べた。チャイコフスキーから推薦状をもらってサンクトペテルブルクに行き、ニコライ・リムスキー＝コルサコフに作曲と楽理を師事できるように取り計らって貰う。チャイコフスキーはリムスキー＝コルサコフに宛てて、カトゥアールは「非常に才能に恵まれている（中略）けれども、真剣な勉強が足りません」と述べている。
リムスキー＝コルサコフは、一度きりの指導でカトゥアールをリャードフのもとに厄介払いしてしまう。だがその成果は作品2のピアノ曲となって表れた。リャードフの薫陶によってカトゥアールは熟練した対位法や楽式論を身に付けるとともに、愛らしい「奇想曲」作品3などの小品を作曲する。
モスクワに帰ると、アントン・アレンスキーと親交を結ぶ。この間、カトゥアールは、《弦楽四重奏曲第2番》（後に弦楽五重奏曲に改作）とカンタータ《ルサルカ》作品5を作曲する。
カトゥアールが作曲活動に取り掛かったことについて、家族からも友人からも、また音楽家仲間からも支持されず、1899年以降はずっと絶望を味わった揚句に、田舎にこもり、ほとんど作曲から足を洗ってしまう。2年間の隠居の後で、すでに音楽界の友人とはほとんど疎遠になっていたが、隠遁生活の結果として《交響曲》作品7が出来上がった（ちなみにこの作品は、当初は六重奏曲として構想された）。
1919年からモスクワ音楽院作曲科の教授に選ばれ、在任中に楽理や作曲について論文を著した。作曲の高弟にニコライ・ミャスコフスキーやドミトリー・カバレフスキーがいる。
今も変わらず無名のままではあるものの、ピアノ曲はアレクサンドル・ゴリデンヴェイゼルが、ヴァイオリン・ソナタはダヴィッド・オイストラフが録音しており、現在ではマルカンドレ・アムランが積極的にピアノ曲を再評価している。カトゥアールの作風は、チャイコフスキーや、ショパン風だった頃の初期のスクリャービンに似通ったところがあり、ガブリエル・フォーレを連想させなくもない。カトゥアールはヴィルトゥオーゾのピアニストであり、超絶技巧や、音色に対する鋭い聴覚を演奏家に要求している。
甥ジャン・カトワールは作家で音楽家である。

## 主要作品集
- 管絃楽曲
  - 交響曲 作品7
  - ピアノ協奏曲 作品21
- 室内楽曲
  - ピアノ三重奏曲ヘ短調 作品14
  - ヴァイオリン・ソナタ第1番 作品15
  - ピアノ五重奏曲 ハ短調 作品16
  - ヴァイオリン・ソナタ第2番「詩曲」 作品20
  - 弦楽四重奏曲 作品23
  - ヴァイオリンとピアノのための「エレジー」 作品26
  - ピアノ四重奏曲 イ短調 作品31
- ピアノ曲
  - 3つの小品 Trois Morceaux 作品2
    - 1. Chant intime, E major
    - 2. Loin du Foyer, E♭ major
    - 3. Soiree d'Hiver D major

  - 奇想曲 ホ長調 作品3
- 6つの小品 Six Morceaux 作品6
  -     - 1. Rêverie, A major
    - 2. Prélude,  G♭ major
    - 3. Scherzo, B♭ major
    - 4. Paysage, A major
    - 5. Intermezzo, B♭ major
    - 6. Contraste, B minor

  - 練習曲「幻影」作品8  Vision (Etude)
  - 5つの小品 Cinq Morceaux 作品10
    - 1. Prelude
    - 2. Prelude
    - 3. Capriccioso
    - 4. Reverie
    - 5. Legende

  - 4つの小品 Quatre Morceaux 作品12
    - 1. Chant du soir
    - 2. Meditation
    - 3. Nocturne
    - 4. Etude fantastique

  - 4つの小品 作品17
  - 黄昏の唄 Chants du Crepuscle 作品24
  - ワルツ 作品30
  - O4つの小品 作品34 
    - 1. Poeme
    - 2. Poeme
    - 3. Prelude
    - 4. Etude

  - テンペスト 作品35 Tempete
  - 練習曲 Etude
  - 演奏会用編曲：バッハの《パッサカリアとフーガ ハ短調》BWV 582
- 声楽曲
  - リート 作品1
  - カンタータ《ルサルカ》（独唱、女声合唱、管弦楽のための） 作品5
  - アプーフチン歌曲集 作品9
  - リート集 作品11
  - チューチェフ歌曲集 作品19
  - チューチェフ歌曲集 作品29
  - 歌曲集 作品32
  - ソロヴィヨフ歌曲集 作品33